# Medlov (Zborovice)

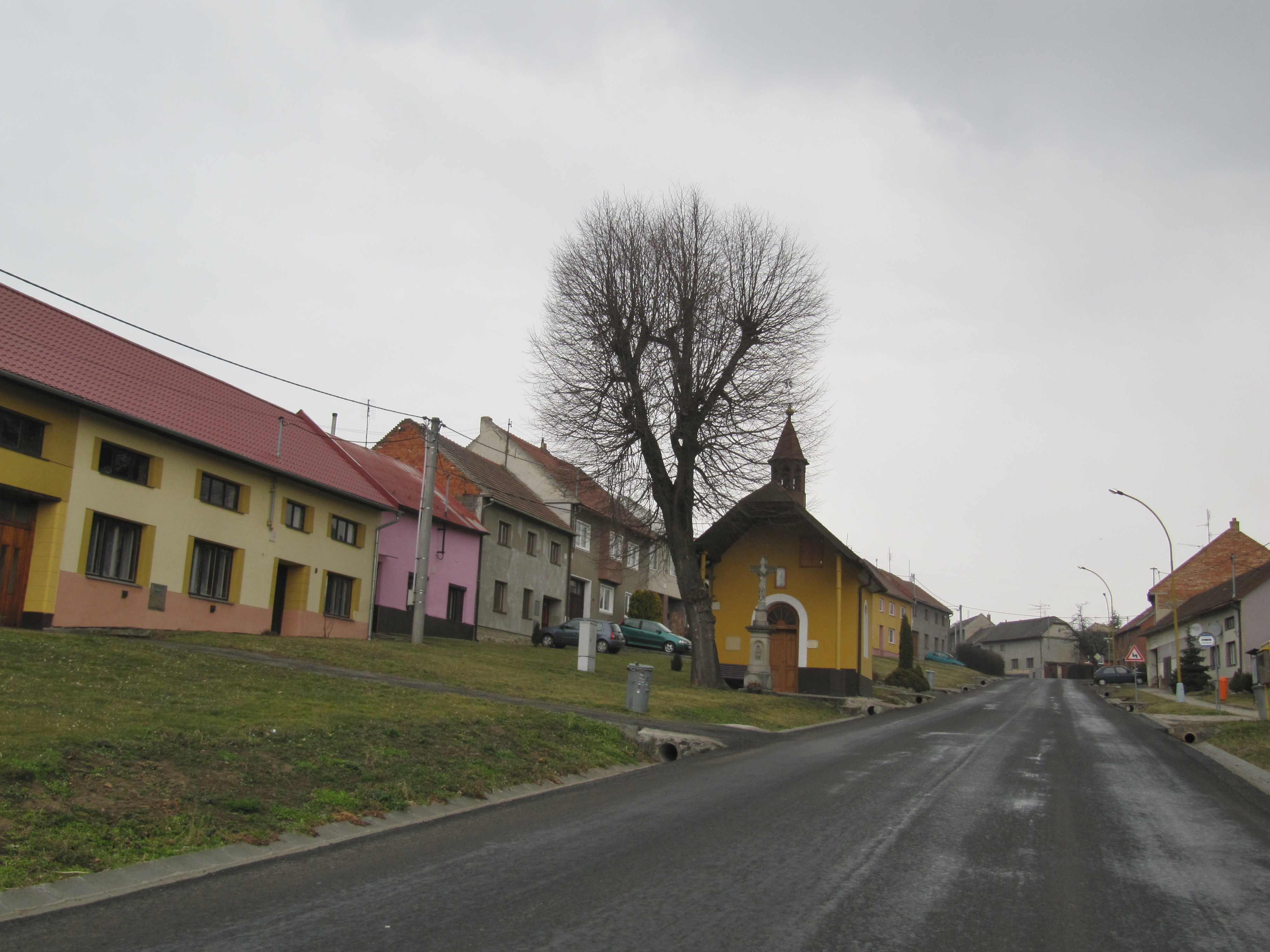
Der Ortsteil Medlov

Medlov (deutsch Medlau) ist ein Ortsteil der Gemeinde Zborovice in Tschechien. Er liegt elf Kilometer südwestlich von Kroměříž und gehört zum Okres Kroměříž.

## Geographie
Medlov erstreckt sich im Nordosten des Litentschitzer Hügellandes linksseitig über dem Tal des Baches Lipinka. Nördlich erheben sich die Hambalky (374 m), im Nordosten der Troják (Dreystein, 396 m) sowie südwestlich der Kleštěnec (498 m) und die Přední díly (343 m).
Nachbarorte sind Srnov, Vlčí Doly und Věžky im Norden, Popovice und Rataje im Nordosten, Jarohněvice, Drahlov und Šelešovice im Osten, Nětčice und Zborovice im Südosten, Troubky im Süden, Skavsko, Slížany und Morkovice im Südwesten, Pačlavice und Prasklice im Westen sowie Počenice und Tetětice im Nordwesten.

## Geschichte
Die erste schriftliche Erwähnung von Medlaw erfolgte im Jahre 1356, als Buzek von Počenice das Dorf an Racek von Zborovice und dessen Brüder verkaufte. Nachfolgender Besitzer wurde von Medlow wurde 1365 Matěj von Rataje. Später folgte Jan von Morkovice. 1583 kaufte die Herrschaft Dřínov das Gut. Im Dreißigjährigen Krieg verödete das Dorf, noch 1670 waren von den 22 Anwesen von Mydlow lediglich fünf bewirtschaftet. Ab 1720 wurde der Ort wieder als Medlow bezeichnet. 1770 lebten in Medlow 136 Personen.
Nach der Aufhebung der Patrimonialherrschaften bildete Medlow / Medlau ab 1850 eine Gemeinde in der Bezirkshauptmannschaft Kroměříž. Der heutige Name Medlov findet seit 1872 Verwendung. 1880 hatte das Dorf 322 Einwohner, im Jahre 1900 waren es 364. Mit Beginn des Jahres 1961 wurde Medlov nach Zborovice eingemeindet. Zu dieser Zeit hatte der Ort 496 Einwohner. Im Jahre 1991 lebten in dem Dorf 262 Personen. Beim Zensus von 2001 wurden 92 Häuser und 244 Einwohner gezählt.

## Sehenswürdigkeiten
- Kapelle des hl. Bartholomäus, am Dorfanger
- Kapelle auf den Přední díly
- Mehrere steinerne Kreuze

## Söhne und Töchter des Ortes
- Hynek Šubčík (1910–1986), Violinist